# Sony Xperia M4 Aqua
Sony Xperia M4 Aqua — це пило- й волого- непроникний Android-смартфон середнього класу, розроблений і виготовлений компанією Sony. Телефон був представлений разом з Xperia Z4 Tablet на прес-конференції Sony під час Mobile World Congress 2015 в Барселоні, Іспанія, 2 березня. Через п'ять місяців Sony представила наступника —  Xperia M5. Проте виробництво M4 Aqua все ще продовжувалося і продавався в меншому діапазоні, ніж M5.
Ключовою особливістю телефону є водонепроникність і пилозахищеність, з рейтингом IP65/IP68. Це перший смартфон від Sony оснащений восьмиядерним процесором, а також це перший водостійкий смартфон від Sony, який має відкритий micro-USB роз'єм.

## Технічні характеристики

### Апаратне забезпечення
На відмінно від Xperia Z3, рамки і задня частина складаються з пластику, а не з металу і скла. Пристрій має IP рейтинг IP65 і IP68. Крім того, micro-USB порт пристрою не прикритий заглушкою на відмінно від інших пристроїв Xperia. Пристрій оснащений екраном в 5 дюймів (130 мм) і розширенням в 720p з щільністю пікселів на дюйм — 294 ppi. Смартфон має восьмиядерний процесор Qualcomm Snapdragon 615 (MSM8939) з тактовою частотою 1,5 ГГц, а також 2 ГБ оперативної пам'яті. Основна камера — 13 МП Exmor RS; F2.0; ISO 3200; відео HD 1080p з Sony Exmor RS. Фронтальна камера — 5 МП (ширококутна). Пристрій також має вбудовану підтримку ANT+™ для спорту, фітнесу та здоров’я.

### Програмне забезпечення
Xperia M4 Aqua поставляється з попередньо встановленою Android 5.0 (Lollipop), також це перший пристрій Sony на який попередньо встановлена Lollipop 5.0. В липні 2016 року пристрій було оновлено до версії 6.0 Marshmallow.

## Відгуки
Відоме інтернет-видання «Tom's Hardware» внесло Xperia M4 Aqua до списку кращих телефонів на Mobile World Congress 2015. CNET розглянувши телефон поставив оцінку 3 з 5, похваливши якісну збірку телефона, але критикував якість камери. Phonearena поставили 7 балів з 10, хвалячи дизайн телефону та його ціну, але критикував камеру та низький розмір внутрішньої пам'яті пристрою.